# Temper Temper
Temper Temper es el cuarto álbum de estudio de Bullet for My Valentine el cual salió a la venta en 12 de febrero de 2013 según RCA Records. El álbum fue producido nuevamente por Don Gilmore, quien trabajó en el último álbum del grupo, Fever del 2010, y fue mezclado por el ingeniero musical Chris Lord-Alge.
La banda debutó la pista del título del álbum en vivo el 22 de octubre de 2012 como parte de la Semana del Rock en BBC Radio 1. Bullet for My Valentine lanzó la canción titulada "Temper Temper" en 30 de octubre de 2012 en todo el mundo a través de todos los proveedores digitales, a excepción de Reino Unido, donde se dio a conocer el 25 de noviembre de 2012. El 12 de noviembre, se lanzó el vídeo oficial de la canción "Temper Temper". Fue hecha en Los Ángeles y dirigida por Michael Dispenza. El 17 de diciembre de 2012, el siguiente sencillo fue lanzado a través de YouTube llamado "Riot". El 11 de enero de 2013 fue lanzado el vídeo musical de "Riot".

## Lista de canciones
| N.º   | Título                                 | Duración |  |
| 1.    | «Breaking point»                       | 3:42     |  |
| 2.    | «Truth hurts»                          | 3:36     |  |
| 3.    | «Temper Temper»                        | 3:08     |  |
| 4.    | «P.O.W.»                               | 3:53     |  |
| 5.    | «Dirty little secret»                  | 4:55     |  |
| 6.    | «Leech»                                | 3:59     |  |
| 7.    | «Dead to the world»                    | 5:15     |  |
| 8.    | «Riot»                                 | 2:49     |  |
| 9.    | «Saints & sinners»                     | 3:29     |  |
| 10.   | «Livin' life (On the edge of a knife)» | 4:01     |  |
| 44:25 |                                        |          |  |

| Deluxe Edition |                                                                                |          |  |
| N.º            | Título                                                                         | Duración |  |
| 12.            | «Not invincible»                                                               | 3:26     |  |
| 13.            | «Whole lotta Rosie» (AC/DC cover) (from the "Live Lounge" show on BBC Radio 1) | 4:10     |  |
| 14.            | «Scream aim fire»                                                              | 5:03     |  |
| 57:04          |                                                                                |          |  |

| Deluxe Edition Europa |                                                              |          |  |
| N.º                   | Título                                                       | Duración |  |
| 15.                   | «Your betrayal» (from the "Live Lounge" show on BBC Radio 1) | 5:05     |  |
| 62:01                 |                                                              |          |  |

| Deluxe Edition Japón |                     |          |  |
| N.º                  | Título              | Duración |  |
| 15.                  | «Playing with fire» | 2:50     |  |